# Tetreuaresta guttata
Tetreuaresta guttata är en tvåvingeart som först beskrevs av Macquart 1846.  Tetreuaresta guttata ingår i släktet Tetreuaresta och familjen borrflugor. Inga underarter finns listade i Catalogue of Life.